# Griffonia physocarpa
Griffonia physocarpa är en ärtväxtart som beskrevs av Henri Ernest Baillon. Griffonia physocarpa ingår i släktet Griffonia och familjen ärtväxter. Inga underarter finns listade i Catalogue of Life.